# William Henry Fox Talbot
William Henry Fox-Talbot (Melbury, Dorset, 11 de fevereiro de 1800 — 17 de setembro de 1877) foi um escritor e cientista inglês, pioneiro da fotografia.
Foi educado no Trinity College (Cambridge).
Usava a câmera escura para desenhos em suas viagens. Talbot era um homem bem mais discreto e recolhido que Daguerre. Ele vinha pesquisando a fixação da imagem da câmera escura há tempos. Extremamente erudito, com múltiplos interesses investigativos, seus conhecimento se estendiam da matemática, área em que era especialista, às línguas orientais, passando pela física e pela química.
Logo após o governo francês ter anunciado o invento de Daguerre, Talbot reclamou a prioridade de seu invento num informe à Royal Society, chamado “Alguns informes sobre a arte do Desenho Fotogênico, o processo mediante o qual pode-se conseguir que os objetos naturais reproduzam-se por si só”. Ao contrário de Daguerre, a publicação desse informe foi privada e limitadíssima, restringida aos colegas cientistas da Academia.
Talbot iniciou suas pesquisas fotográficas, tentando obter cópias por contato de silhuetas de folhas, plumas, rendas e outros objetos. O papel era mergulhado em nitrato e cloreto de prata e depois de seco, fazia seu contato com os objetos, obtendo-se uma silhueta escura. Finalmente o papel era fixado sem perfeição com amoníaco ou com uma solução concentrada de sal. Às vezes, também era usado o iodeto de potássio.

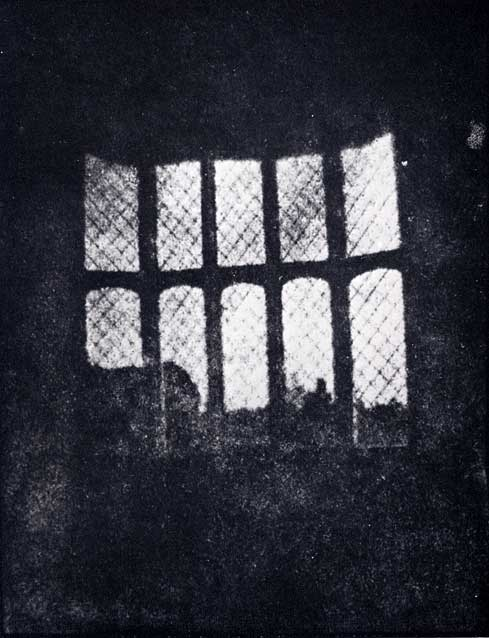
Janela da galeria sul da Abadia de Locock Abbey

No ano de 1835, Talbot construiu uma pequena câmera de madeira, com somente 6,30 cm², que sua esposa chamava de “ratoeiras”. A câmera foi carregada com papel de cloreto de prata, e de acordo com a objetiva utilizada, era necessário entre meia e uma hora de exposição. A imagem negativa era fixada em sal de cozinha e submetida a um contato com outro papel sensível. Desse modo a cópia apresentava-se positiva se a inversão lateral. A mais conhecida mostra a janela da biblioteca de Abadia de Locock Abbey, considerada a primeira fotografia obtida pelo processo negativo/positivo.